# Campionato europeo B di football americano 2019-2021
Il campionato europeo B di football americano 2021 (in lingua inglese 2021 American Football European Championship - Group B), noto anche come Europa 2021 in quanto non disputato in uno Stato specifico, è la quarta edizione del campionato europeo B di football americano per squadre nazionali maggiori maschili, prima organizzata dalla IFAF Europe.

## Squadre partecipanti
| Pr. | Squadra  | Data di qualificazione | Qualificata in quanto | Ultima partecipazione |
| --- | -------- | ---------------------- | --------------------- | --------------------- |
| 1   | Ungheria |                        |                       | Esordiente            |
| 5   | Spagna   |                        |                       | Italia 2013           |
| 2   | Belgio   |                        |                       | Esordiente            |
| 3   | Israele  |                        |                       | Esordiente            |
| 4   | Turchia  |                        |                       | Esordiente            |

## Incontri
| Samsun 19 settembre 2019, ore 15:00 Incontro 1 | Turchia | 22 – 27 (3-7 13-12 0-0 6-8) referto | Israele | Çarşamba Stadyumu |

| Gerusalemme 6 ottobre 2019, ore 17:00 Incontro 2 | Israele | 23 – 32 (0-7 17-7 0-6 6-12) referto | Belgio | Kraft Sports Campus |

| Budapest 12 ottobre 2019, ore 18:00 Incontro 3 | Ungheria | 24 – 7 (14-0 0-0 10-0 0-7) referto | Spagna | Nándor Hidegkuti Stadion |

| Beringen 26 ottobre 2019, ore 12:00 Incontro 4 | Belgio | 7 – 31 (0-3 0-0 7-21 0-7) referto | Ungheria | Mijnstadion |

| Coslada 26 ottobre 2019, ore 15:30 Incontro 5 | Spagna | 30 – 25 | Turchia | Polideportivo Valleaguado |

| 2020 Incontro 6 | Belgio | 0 – 35 (a tavolino) | Turchia |  |

| Istanbul 6 novembre 2021 Incontro 7 | Turchia | 20 – 24 | Ungheria |  |

| 2021 Incontro 8 | Israele | - – - (annullata) | Spagna |  |

| Székesfehérvár 12 settembre 2021, ore 16:00 Incontro 9 | Ungheria | 44 – 19 (10-0 24-7 3-0 7-12) referto | Israele | First Field |

| 2020 Incontro 10 | Spagna | 35 – 0 (a tavolino) referto | Belgio |  |

## Classifica
Nella tabella: % = Percentuale di vittorie; G = Incontri giocati; V = Vittorie; P = Pareggi; S = Sconfitte; PF = Punti fatti; PS = Punti subiti; DP = Differenza punti.
| Squadra  | %     | G | V | P | S | PF  | PS  | DP  |
| -------- | ----- | - | - | - | - | --- | --- | --- |
| Ungheria | 1.000 | 4 | 4 | 0 | 0 | 123 | 53  | +70 |
| Spagna   | .667  | 3 | 2 | 0 | 1 | 72  | 49  | +23 |
| Israele  | .333  | 3 | 1 | 0 | 2 | 69  | 98  | -29 |
| Turchia  | .250  | 4 | 1 | 0 | 3 | 102 | 81  | +21 |
| Belgio   | .250  | 4 | 1 | 0 | 3 | 39  | 124 | -85 |

## Campione
| Campione Ungheria promossa nel Campionato europeo A di football americano 2022-2023. |

## Marcatori
Non considerati gli incontri Spagna-Turchia e Turchia-Ungheria.

| Giocatore       | Naz.     | TD rush | TD recv | TD int | TD p.ret | TD k.ret | TD oth | Xp1 | Xp2 | FG | Saf | Totale |
| --------------- | -------- | ------- | ------- | ------ | -------- | -------- | ------ | --- | --- | -- | --- | ------ |
| de Ruyter       | Belgio   | 0       | 2       | 1      | 0        | 0        | 0      | 0   | 0   | 0  | 0   | 18     |
| Elek            | Ungheria | 0       | 2       | 0      | 0        | 1        | 0      | 0   | 0   | 0  | 0   | 18     |
| Fitoussi        | Israele  | 2       | 0       | 0      | 0        | 0        | 0      | 0   | 1   | 0  | 0   | 14     |
| Danku           | Ungheria | 2       | 0       | 0      | 0        | 0        | 0      | 0   | 0   | 0  | 0   | 12     |
| Katzir          | Israele  | 0       | 2       | 0      | 0        | 0        | 0      | 0   | 0   | 0  | 0   | 12     |
| Horváth         | Ungheria | 0       | 0       | 0      | 0        | 0        | 0      | 5   | 0   | 2  | 0   | 11     |
| Mikhailov       | Israele  | 0       | 1       | 0      | 0        | 0        | 0      | 0   | 0   | 1  | 0   | 9      |
| Alan            | Turchia  | 1       | 0       | 0      | 0        | 0        | 0      | 0   | 0   | 0  | 0   | 6      |
| Bencsics        | Ungheria | 1       | 0       | 0      | 0        | 0        | 0      | 0   | 0   | 0  | 0   | 6      |
| Bouron          | Belgio   | 0       | 1       | 0      | 0        | 0        | 0      | 0   | 0   | 0  | 0   | 6      |
| Carrasco Sanz   | Spagna   | 1       | 0       | 0      | 0        | 0        | 0      | 0   | 0   | 0  | 0   | 6      |
| Igdır           | Turchia  | 1       | 0       | 0      | 0        | 0        | 0      | 0   | 0   | 0  | 0   | 6      |
| Kauffman        | Israele  | 1       | 0       | 0      | 0        | 0        | 0      | 0   | 0   | 0  | 0   | 6      |
| Sklar           | Israele  | 0       | 0       | 1      | 0        | 0        | 0      | 0   | 0   | 0  | 0   | 6      |
| Storcz          | Ungheria | 0       | 1       | 0      | 0        | 0        | 0      | 0   | 0   | 0  | 0   | 6      |
| Süner           | Turchia  | 1       | 0       | 0      | 0        | 0        | 0      | 0   | 0   | 0  | 0   | 6      |
| van Compernolle | Belgio   | 1       | 0       | 0      | 0        | 0        | 0      | 0   | 0   | 0  | 0   | 6      |
| Vanhee          | Belgio   | 0       | 0       | 1      | 0        | 0        | 0      | 0   | 0   | 0  | 0   | 6      |
| Sarıkatipoǧlu   | Turchia  | 0       | 0       | 0      | 0        | 0        | 0      | 1   | 0   | 1  | 0   | 4      |
| Godichal        | Belgio   | 0       | 0       | 0      | 0        | 0        | 0      | 3   | 0   | 0  | 0   | 3      |
| Kolton          | Israele  | 0       | 0       | 0      | 0        | 0        | 0      | 0   | 1   | 0  | 0   | 2      |
| Mészáros        | Ungheria | 0       | 0       | 0      | 0        | 0        | 0      | 0   | 1   | 0  | 0   | 2      |
| Garcia          | Spagna   | 0       | 0       | 0      | 0        | 0        | 0      | 1   | 0   | 0  | 0   | 1      |
| Rahavi          | Israele  | 0       | 0       | 0      | 0        | 0        | 0      | 1   | 0   | 0  | 0   | 1      |

## Passer rating
Sono noti solo i dati di Israele-Belgio, Turchia-Israele e Ungheria-Israele.

La classifica tiene in considerazione soltanto i quarterback con almeno 10 lanci effettuati.
| Giocatore       | Naz.     | G | Att | Comp | Int | Yds | TD | NFL    | NCAA    |
| --------------- | -------- | - | --- | ---- | --- | --- | -- | ------ | ------- |
| Bencsics        | Ungheria | 1 | 29  | 22   | 0   | 303 | 3  | 143,32 | 197, 77 |
| Farkas          | Israele  | 1 | 32  | 18   | 3   | 243 | 2  | 62,37  | 121,91  |
| Kauffman        | Israele  | 2 | 50  | 28   | 8   | 296 | 3  | 53,83  | 93,53   |
| van Compernolle | Belgio   | 1 | 32  | 13   | 4   | 155 | 2  | 37,37  | 76,94   |
| Kılıc           | Turchia  | 1 | 21  | 8    | 3   | 149 | 0  | 23,81  | 69,12   |
| Jordan          | Ungheria | 1 | 6   | 2    | 1   | 36  | 0  |        |         |
| Hayes           | Israele  | 1 | 3   | 1    | 0   | 5   | 0  |        |         |
| Eastman         | Israele  | 2 | 2   | 2    | 0   | 33  | 0  |        |         |